# Азане
Азане је насеље у општини Петњица у Црној Гори. Према попису из 2011. било је 99 становника (према попису из 2003. било је 136 становника).

## Демографија
У насељу Азане живи 94 пунолетна становника, а просечна старост становништва износи 36,1 година (35,1 код мушкараца и 37,1 код жена). У насељу има 32 домаћинства, а просечан број чланова по домаћинству је 4,25.
Становништво у овом насељу веома је хетерогено, а у последња три пописа, примећен је пад у броју становника.
|  |

| Демографија | Демографија | Демографија |
| Година      | Становника  | Становника  |
| ----------- | ----------- | ----------- |
|             |             |             |
|             |             |             |
|             |             |             |
|             |             |             |
| 1948.       | 236         |             |
| 1953.       | 244         |             |
| 1961.       | 259         |             |
| 1971.       | 232         |             |
| 1981.       | 202         |             |
| 1991.       | 197         | 197         |
| 2003.       | 146         | 136         |
| 2011.       |             | 99          |

| Национални састав према попису из 2003.‍ | Национални састав према попису из 2003.‍ | Национални састав према попису из 2003.‍ | Национални састав према попису из 2003.‍ | Национални састав према попису из 2003.‍ |
| --------------------------------------- | --------------------------------------- | --------------------------------------- | --------------------------------------- | --------------------------------------- |
|                                         |                                         |                                         |                                         |                                         |
| Бошњаци                                 | Бошњаци                                 |                                         | 59                                      | 43,38%                                  |
| Срби                                    | Срби                                    |                                         | 41                                      | 30,14%                                  |
| Црногорци                               | Црногорци                               |                                         | 35                                      | 25,73%                                  |

| Национални састав према попису из 2011.‍ | Национални састав према попису из 2011.‍ | Национални састав према попису из 2011.‍ | Национални састав према попису из 2011.‍ | Национални састав према попису из 2011.‍ |
| --------------------------------------- | --------------------------------------- | --------------------------------------- | --------------------------------------- | --------------------------------------- |
|                                         |                                         |                                         |                                         |                                         |
| Срби                                    | Срби                                    |                                         | 55                                      | 55,56%                                  |
| Бошњаци                                 | Бошњаци                                 |                                         | 24                                      | 24,24%                                  |
| Црногорци                               | Црногорци                               |                                         | 13                                      | 13,13%                                  |

| Година пописа     | 1948. | 1953. | 1961. | 1971. | 1981. | 1991. | 2003. |
| ----------------- | ----- | ----- | ----- | ----- | ----- | ----- | ----- |
| Број домаћинстава | 43    | 51    | 45    | 47    | 31    | 48    | 32    |

| Број чланова      | 1  | 2 | 3 | 4 | 5 | 6 | 7 | 8 | 9 | 10 и више | Просек |
| ----------------- | -- | - | - | - | - | - | - | - | - | --------- | ------ |
| Број домаћинстава | 32 | 4 | 3 | 4 | 8 | 4 | 5 | 1 | 2 | 1         | 0      |

| Пол    | Укупно | Неожењен/Неудата | Ожењен/Удата | Удовац/Удовица | Разведен/Разведена | Непознато |
| ------ | ------ | ---------------- | ------------ | -------------- | ------------------ | --------- |
| Мушки  | 52     | 18               | 28           | 5              | 1                  | 0         |
| Женски | 49     | 14               | 28           | 6              | 0                  | 1         |
| УКУПНО | 101    | 32               | 56           | 11             | 1                  | 1         |

| Пол    | Укупно                    | Пољопривреда, лов и шумарство | Рибарство                            | Вађење руде и камена | Прерађивачка индустрија       |
| ------ | ------------------------- | ----------------------------- | ------------------------------------ | -------------------- | ----------------------------- |
| Мушки  | 23                        | 19                            | 0                                    | 0                    | 0                             |
| Женски | 0                         | 0                             | 0                                    | 0                    | 0                             |
| УКУПНО | 23                        | 19                            | 0                                    | 0                    | 0                             |
| Пол    | Производња и снабдевање   | Грађевинарство                | Трговина                             | Хотели и ресторани   | Саобраћај, складиштење и везе |
| Мушки  | 0                         | 2                             | 0                                    | 0                    | 0                             |
| Женски | 0                         | 0                             | 0                                    | 0                    | 0                             |
| УКУПНО | 0                         | 2                             | 0                                    | 0                    | 0                             |
| Пол    | Финансијско посредовање   | Некретнине                    | Државна управа и одбрана             | Образовање           | Здравствени и социјални рад   |
| Мушки  | 0                         | 0                             | 0                                    | 0                    | 0                             |
| Женски | 0                         | 0                             | 0                                    | 0                    | 0                             |
| УКУПНО | 0                         | 0                             | 0                                    | 0                    | 0                             |
| Пол    | Остале услужне активности | Приватна домаћинства          | Екстериторијалне организације и тела | Непознато            | Непознато                     |
| Мушки  | 0                         | 0                             | 0                                    | 2                    | 2                             |
| Женски | 0                         | 0                             | 0                                    | 0                    | 0                             |
| УКУПНО | 0                         | 0                             | 0                                    | 2                    | 2                             |